# Opsamates dimidiatus
Opsamates dimidiatus là một loài bọ cánh cứng trong họ Cerambycidae.